# Vandy
Vandy je francouzská obec v departementu Ardensko v regionu Grand Est. V roce 2014 zde žilo 201 obyvatel.

## Poloha obce
Sousední obce jsou: Bairon-et-ses-Environs, Ballay, Quatre-Champs a Vouziers.

## Vývoj počtu obyvatel
Počet obyvatel